# 奥托文艺复兴

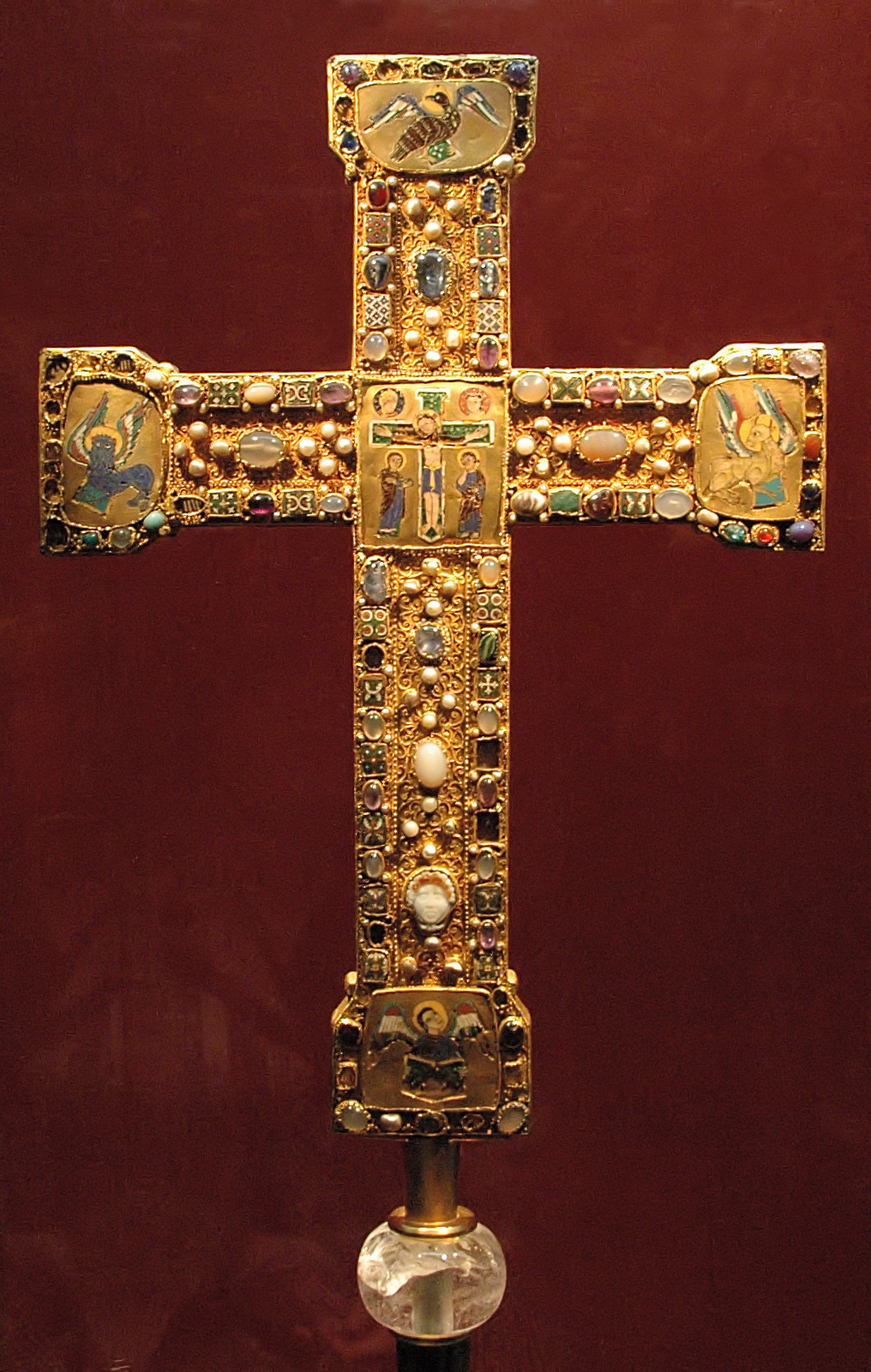
琺瑯遊行十字架奧托和瑪蒂爾德十字架，前埃森修道院，約公元1000年

奧托文藝復興，或稱奧托尼亞文藝復興（德語：Ottonische Renaissance）是指的拜占庭和古典晚期藝術在中南歐的復興，這一時期伴隨著神聖羅馬帝國奧托王朝（或稱薩克森王朝）王朝的前三位皇帝（奧託一世（936-973）、奧托二世（973-983）和奧托三世（983-1002））的統治。這一文藝復興這在很大程度上取決於他們的贊助。這一運動的主要人物是教皇西爾維斯特二世和弗勒里的阿博。